# Radulesd
Radulesd (románul: Rădulești) falu Romániában, Erdélyben, Hunyad megyében.

## Fekvése
A Ruszka-havas északi szélén, Dévától 30 km-re nyugatra található.

## Nevének eredete
Neve a Radu férfinév román helynévképzővel ellátott alakja. Először 1491-ben, Radwlyesd alakban említették.

## Története
Hunyad vármegyei román falu volt. Kezdetben a dévai váruradalomhoz tartozott.
1786-ban 393 lakosának 80%-a volt zsellér és 17%-a nemes.

## Népessége
- 1850-ben 377 ortodox román lakosa volt.
- 2002-ben 128 lakosából 127 volt román és 1 magyar nemzetiségű; 121 ortodox, 6 pünkösdista és 1 református vallású.

## Látnivalók
- Ortodox fatemploma 1733-ban épült és a 19. században újjáépítették.

## Kapcsolódó szócikkek

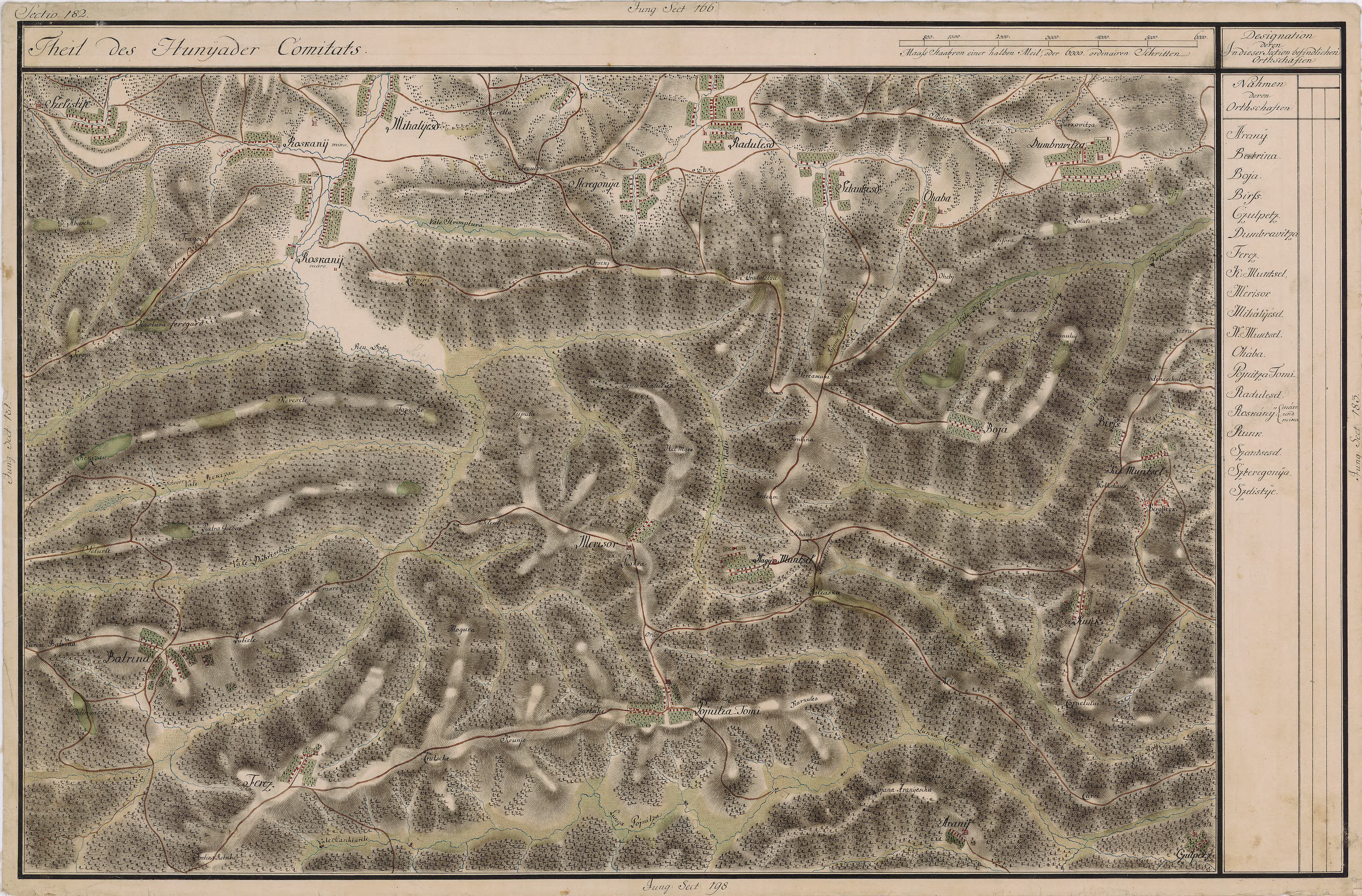
Radulesd környéke 1769-1773 között